# سانجونیشی سوئه‌تومو

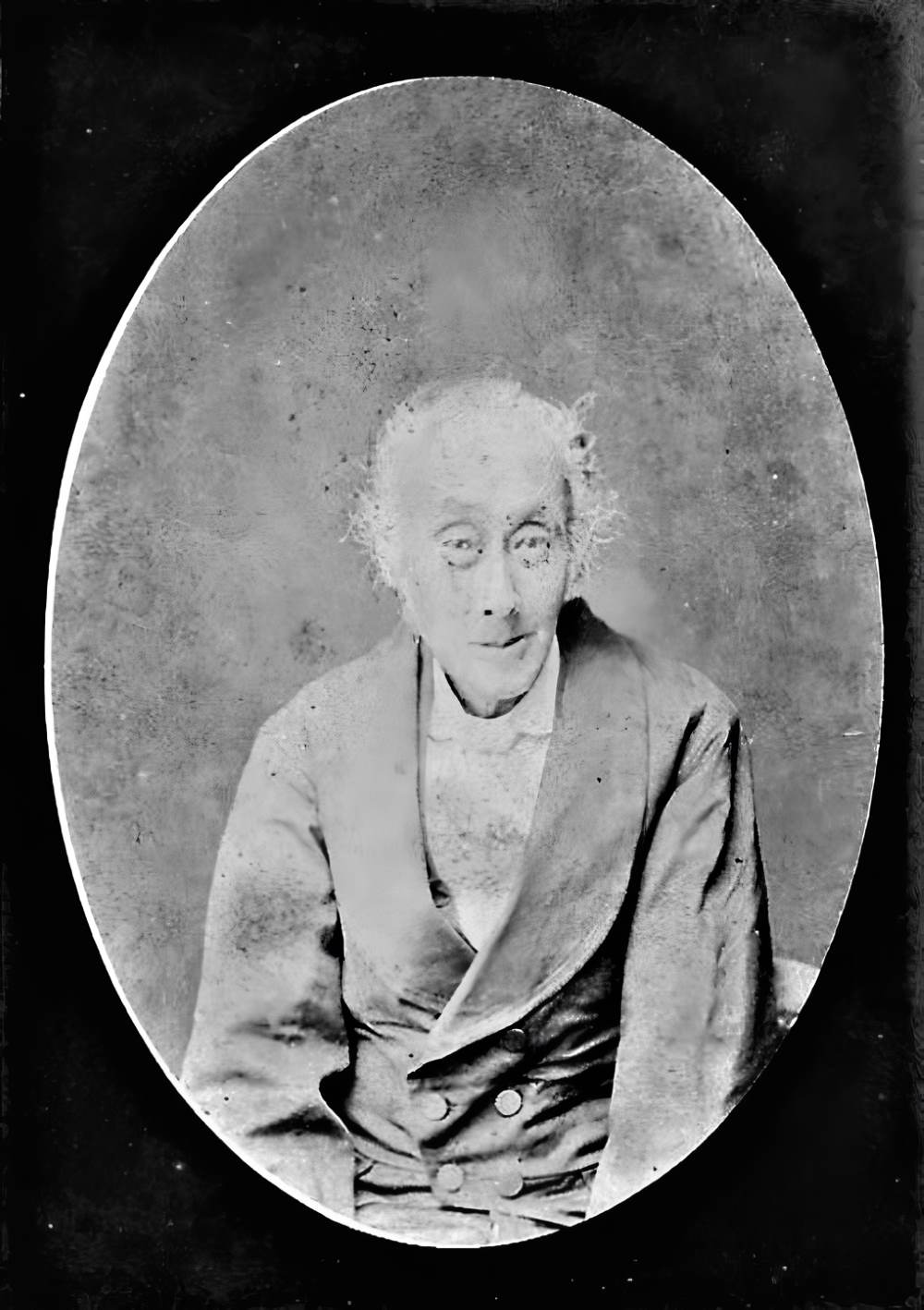

سانجونیشی سوئه‌تومو (به ژاپنی: 三条西 季知 さんじょうにし すえとも)؛ تولد ۱۸۱۱ – ۲۰ مارس ۱۸۸۰) سیاستمدار و یکی از هفت درباری تبعیدی در ژاپن بود. نجیب‌زاده و شاعری از اواخر دوره ادو تا دوره میجی. پسر سانجونیشی سانه‌ایسا. او رتبه شونی (رتبه دوم ارشد) و دایناگون (وزیر اعظم ارتش) را داشت.

## حرفه
در سال ۱۸۵۸، او به عنوان گون چوناگون منصوب شد و از احترام بالایی برخوردار بود، اما در آشوب سیاسی ۱۸ اوت ۱۸۶۳، به همراه سانجو سانتومی و دیگران به چوشو رفت و به یکی از هفت درباری تبعیدی به اصطلاح شیچیکیو-اوچی (بزرگان فراری) تبدیل شد. سپس او به دازایفو رفت و سرانجام با اعلامیه بزرگ احیای حکومت امپراتوری بخشیده شد و دوباره با نام گون دایناگون به کیوتو بازگشت. در سال ۱۸۶۸، او گون دایفو (گوندایفو) کاخ ملکه دواگر شد.
پس از احیای میجی، او به عنوان مشاور، رئیس مقام آموزشی وزارت آموزش و پرورش، دایکیوشو (رئیس وزارت آموزش و پرورش) و کاهن ارشد معبد شینتو منصوب شد.
او به عنوان رئیس خاندان سانجونیشی، به عنوان استاد شعر واکا شناخته می‌شد و به همراه نیشی‌یوتسوجی کیناری، مربی واکا برای امپراتور میجی شد. توچیکا خود زیر نظر تاکاماتسو کینسوکه، رئیس شاخه‌ای از خاندان سانجونیشی، آموزش دید. اشعار زیر در جلد اول «کایکا شیندای کاشو» که در سال‌های ۱۸۷۸ و ۱۸۸۰ منتشر شد، سه شعر در جلد دوم و دو شعر در جلد سوم گنجانده شده است.